# Carlos Ángel López
Carlos Ángel López Llanes (Posadas, Misiones, 17 de julio de 1952-San Salvador de Jujuy, Jujuy, 30 de septiembre de 2018) fue un futbolista argentino, que jugaba como mediocampista.

## Carrera

### Clubes
Ha jugado en la máxima categoría en Argentina, Colombia y Bolivia.
Llegó en 1970 a Excursionistas para jugar en Primera B. A principios de 1972 fue contratado por River Plate para jugar en la Primera División del fútbol argentino. En 1975 (jugó en Colón de Santa Fe) pasó a jugar en Estudiantes de La Plata, donde estuvo hasta 1978. En 1979 y 1980 jugó en el Racing Club de Avellaneda. En 1981 y 1982, jugó 29 partidos en el Club Atlético Vélez Sarsfield, con el cual marcó 2 goles, y donde compartía el puesto de número 10 nada menos que con el Beto Alonso y Carlos Ischia.
En el año 1982, estuvo en el fútbol colombiano, jugando para el Club Millonarios de Bogotá.
En 1984 volvió al fútbol argentino para defender los colores de Boca Juniors.
En 1985 se fue a jugar a Bolivia. Allí defendió por varios años los colores del Club Bolívar, donde se retiraría en 1991, tras un breve paso por Rivadavia de Necochea en 1989-90. 

## Selección nacional
Con la Selección argentina ha jugado 4 partidos, formando parte del plantel de la Copa América 1979. 